# NHK長崎 金曜夜の地域番組
この項目では、NHK長崎放送局が毎週金曜日の19:30から長崎県内向けに放送している地域情報番組について解説する。

## 概要
NHK長崎放送局は、2007年度、地域放送の裁量枠が大幅に削られたことを機に、金曜19:30からの枠を“県域放送優先”とする方針に改め、3つの番組をスタートさせた。このため、この枠で放送している『九州沖縄インサイド』『特報フロンティア』については、長崎県を扱ったものでない限りは、原則として放送されないという事態に陥っている。これについては2009年度に行われた再放送枠の見直しで解消された。
番組のカテゴリーとしては、当初「ヒューマンドキュメンタリー」「地元紀行」「検証報道」の3つに分類され、不定期に地域の問題を考える討論番組が編成されていた。後の改編で番組が原則として一本化され、その中で上記ジャンルを色々扱うようになった。
20時台については、基本的に『九州沖縄スペシャル』『きん☆すた』を放送するものの、テーマによっては長崎県関連番組のアンコール放送に充てられることもある。
『長崎スペシャル』が、2023年5月27日放送分よりNHKプラスの「ご当地プラス（九州・沖縄エリア）」において見逃し配信の対象となった。（2週間視聴可能）

## ながさきヒート
2009年度まで原則第1週放送。“ヒート”は“ひと”（人）と“heat”（熱）にかけたものである。
長崎県内に暮らす様々な人物にスポットを当てた「ヒューマンドキュメンタリー」で、福岡局『福岡にんげん交差点』と同じタイプの番組。秀逸な作品が多く、九州内や全国および海外向けNHKワールド・プレミアムでも度々放送された。

## ながさき新紀行
2009年度まで原則第2週放送。アナウンサー・キャスターが旅人となり、長崎県内の市町村を旅する「地元紀行」。タイプとしては大阪局幹事で関西2府4県に放送されている『関西もっといい旅』に最も近い。
旅人は交替制。

## 長崎ウオッチ ○月号
2009年度まで原則第3週放送。長崎版『九州沖縄インサイド』。長崎県内の様々な問題を検証する報道番組。

## 長崎のこれから
2009年度まで年4回放送。長崎版『日本の、これから』。長崎県が抱える課題について、県内の有識者らをスタジオに招いて徹底討論。なおこれに限り20時台まで延長放送。

## なが☆スペ
2010年度の改編で一本化され誕生。当初は、『ながさきヒート』の流れを受け継ぎヒューマンドキュメンタリーを主体とした内容になり、その後さまざまなジャンルが加わっていった。

## でんでらフライデー
2011年度から編成。長崎県民も知らない長崎県の一面を探ろうというバラエティー。2011年度はあくまでも『なが☆スペ』の一企画として位置づけられていたが、2012年度になり完全に独立を果たした。
この番組は個性が際立っており、聞き手小林陽広とリポートもやるベテランキャスター山本美穂の対照的な姿や、制作スタッフが打ち込むどこか笑えるテロップコメントも見ものになっていた。しかし人事異動に伴い、小林がロンドンオリンピック後『見んと!長崎』に転出。以後スタジオは、ご意見番の越中哲也と山本の2人だけとなった。越中の年齢もあり結局2年で終了。

## 長崎人 (じげもん)
2013年度から編成。先述の理由に加え受信料値下げと東日本大震災による編成方針から、2年ぶりにヒューマンドキュメンタリー枠に戻された。内容によっては全国枠で再編集したものが放送される。

## 長崎スペシャル
2021年度から編成。

## 放送時間
- 本放送：原則金曜　19:30 - 19:55
『長崎のこれから』は20:45まで放送。
- 再放送：2日後の日曜　8:00 - 8:25（2008年度まで）、2日後の日曜　8:10 - 8:35（2009年度）、『いちおし!九州沖縄』内（2010年度以降）、2日後の日曜　7:45 - 8:10（2012年度）

## キャスト
氏名前の地名等はアナウンサーの長崎離任後の赴任先。
- 「宮崎放送部副部長」→「金沢」荒井匡（『長崎ウオッチ』キャスター）
- 「徳島」大嶋貴志（『ながさき新紀行』旅人）
- 小林陽広（『でんでらフライデー』スタジオ進行）
後述山田の東京転勤により『見んと!長崎』のキャスターに転出。
- 「静岡」瀬田宙大（『ながさき新紀行』旅人）
- 「大阪」比留木剛史（『長崎ウオッチ』バックアップ要員）
- 「福岡」→「東京アナウンス室」三輪秀香（『ながさき新紀行』旅人）
福岡では『きん☆すた』の進行役である。
- 「東京」山田大樹（『長崎ウオッチ』キャスター、『ながさき新紀行』旅人）
- 山本美穂（『ながさき新紀行』旅人、『でんでらフライデー』）

### 外部出演者
- 越中哲也（郷土史研究家。『でんでらフライデー』ご意見番）